# Pemberton (Ohio)
Pemberton est une communauté non-incorporée dans le comté de Shelby, en Ohio, aux États-Unis. Son code postal est 45 353

## Histoire
Pemberton a été créée en 1852 et a été nommée pour le général Pemberton, le frère d'un responsable ferroviaire.  Un bureau de poste appelé Pemberton existe depuis 1854.

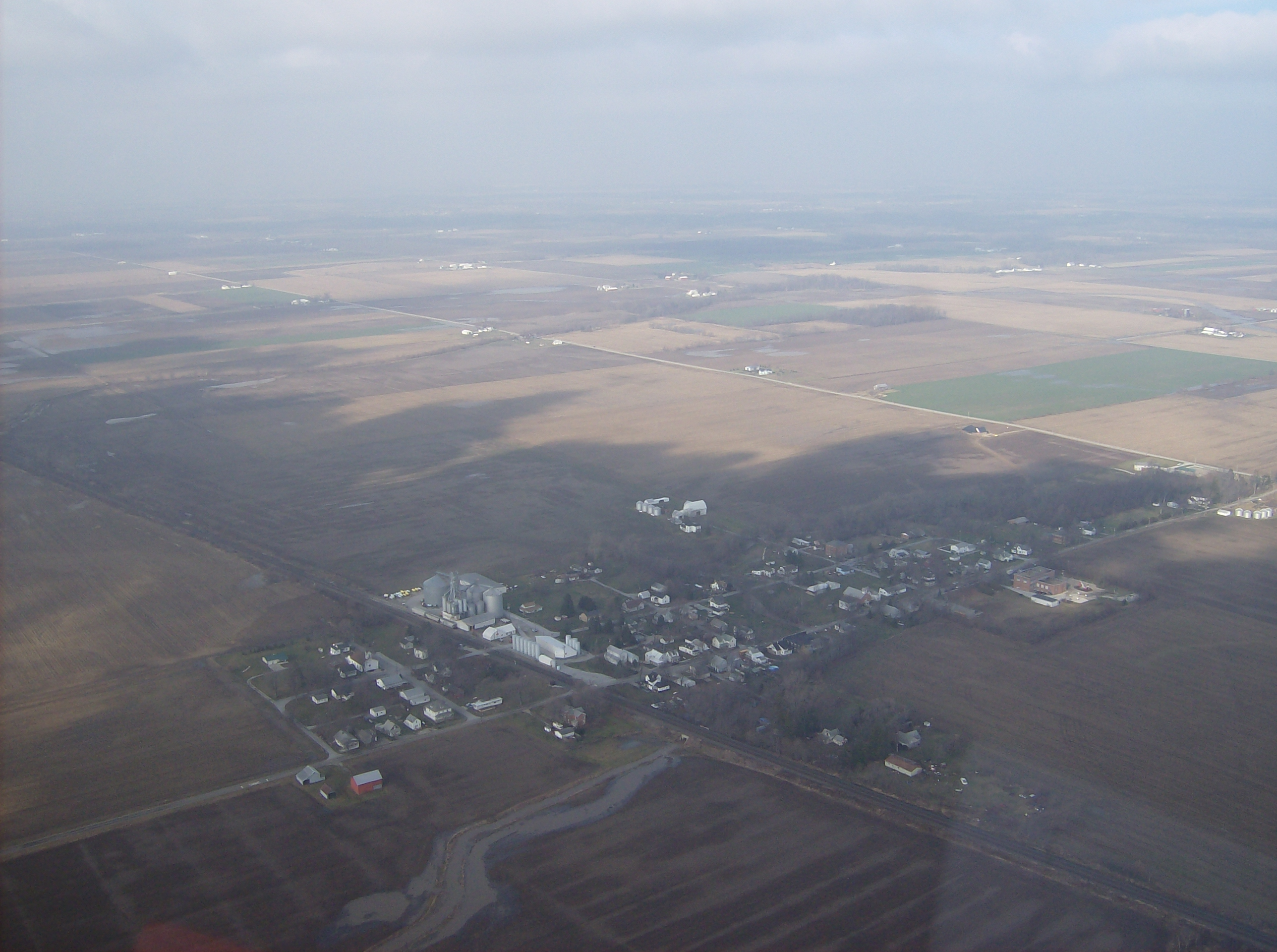
Vue aérienne de Pemberton depuis le sud-est